# ¡Timazo al canto!
¡Timazo al canto! es una historieta serializada en 1995 del dibujante de cómics español Francisco Ibáñez perteneciente a la serie Mortadelo y Filemón.

## Trayectoria editorial
Serializada en 1995 en Mortadelo Extra nºs 56 a 58 Más tarde apareció en el n.º 119 de la Colección Olé.

## Sinopsis
El Súper les encarga una misión a Mortadelo y Filemón: deben detener a una banda de timadores.